# کوروش کاویانی
کوروش کاویانی (۱۳۳۹–۱۳۹۸) حقوق‌دان و دانشیار دانشکده حقوق و علوم سیاسی دانشگاه علامه و عضو هیئت تحریریه فصلنامه پژوهشی حقوق خصوصی و از نویسندگان کتاب‌های دانشگاهی بود. کتاب‌های حقوق تجارت و حقوق اسناد تجارتی وی نیز جزء منابع کنکور ارشد و دکتری رشته حقوق می‌باشد.

## تالیفات

### کتب
- حقوق اسناد تجارتی[۹]
- حقوق شرکت‌های تجاری[۱۰]
- مقدمه حقوق تجارت[۱۱]

### مقالات
- غایت اخلاقی قاعده حقوقی؛ نگرشی تطبیقی در تئوری حقوق غربی و حقوق اسلامی
- عبور از شخصیت حقوقی شرکت در فرض تقلب شریک در حقوق ایران و انگلیس
- مبانی و آثار منع هم پوشانی تعهدات بیمه‌های اجتماعی
- ضمانت اجراهای عدم پرداخت حق بیمه در سازمان تأمین اجتماعی و راهکارهای اصلاحی
- رویکردهای مختلف به ورشکستگی
- تحلیل حقوقی واگذاری بیمه اجتماعی به بخش خصوصی
- جایگاه حقوق تجارت در حقوق ایران
- اصل نود و چهارم و قوانین مغایر قانون اساسی جمهوری اسلامی ایران
- تحلیل حقوقی واگذاری بیمه اجتماعی به بخش خصوصی
- درآمدی بر تحلیل اقتصادی حقوق[۱۲][۱۳]

## درگذشت
کاویانی در ۱۲ آبان ۱۳۹۸ درگذشت. در پی درگذشت او، مقامات حقوقی و سیاسی ایران پیام تسلیت دادند.